# Suracarta
Suracarta (Surakarta), também chamada Solo ou, menos frequentemente, Sala, é uma cidade da Indonésia na província de Java Central. A cidade, que em 2010 tinha 499 337 habitantes (densidade: 10 855,2 hab./km², estende-se por uma área de 46 km² em três regências: Karanganyar e Boyolali a norte; Karanganyar e Sukoharjo a leste e oeste; e Sukoharjo a sul. Na parte oriental corre o rio Solo (Bengawan Solo).
A área metropolitana, onde em 2010 viviam 3 649 254 habitantes, estende-se por 59 distritos em 7 regências. Suracarta é a cidade-natal do presidente da Indonésia Joko Widodo,que foi prefeito da cidade entre 2005 e 2012.

## Divisões administrativas
A cidade de Suracarta e as regências em redor — Caranganiar, Sragen, Wonogiri, Sukoharjo, Klaten e Boyolali — formavam a antiga "Residência de Suracarta" (em neerlandês: Residentie Soerakarta). Depois de Suracarta se ter tornado, administrativamente, uma cidade, ela foi dividida em cinco distritos (kecamatan), cada um deles liderado por um camat. Os kecamatans, por sua vez subdividem-se em 51 kelurahan, cada um deles encabeçado por um lurah. Os distritos de Suracarta são:
- Kecamatan Pasar Kliwon (código postal: 57110): 9 kelurahan
- Kecamatan Jebres (código postal: 57120): 11 kelurahan
- Kecamatan Banjarsari (código postal: 57130): 13 kelurahan
- Kecamatan Laweyan (also spelled Lawiyan, código postal: 57140): 11 kelurahan
- Kecamatan Serengan (código postal: 57150): 7 kelurahan

## Grande Suracarta
Como cidade densa e importante, a segunda maior de Java Central, Suracarta espalha - se consideravelmente para as regências vizinhas.Através de um estudo de trânsito chegou - se à conclusão em 2008 que a população real da cidade eram 1 158 000 de habitantes, mais do dobro do que aqueles que nela residem (e dormem). A cidade faz aumentar a densidade populacional das regências vizinhas de Sukoharjo e Klaten, cuja densidade rural já é bastante alta. Além da área metropolitana, o governo define uma área ainda mais vasta, que inclui seis regências e é chamado Subosukawonosrate. Tanto os limites da área metropolitana como os da área estendida vão até aos limites da área metropolitana de Joguejacarta, mas só a área estendida vai até à área metropolitana da Grande Semarang (Kedungsapur).
| Divisão administrativa                | Área (km²)  | População (2010) | Densidade (hab./km²) |
| ------------------------------------- | ----------- | ---------------- | -------------------- |
| Município de Suracarta                | 44,03 \|    | 499 337 \|       | 11 340,8             |
| Regência de Sukoharjo                 | 466,66 \|   | 824 238 \|       | 1 766,2              |
| Regência de Klaten                    | 655,56 \|   | 1 130 047 \|     | 1 723,8              |
| Regência de Boyolali                  | 1 015,10 \| | 930 531 \|       | 916,7                |
| Regência de Sragen                    | 946,49 \|   | 858 266 \|       | 906,8                |
| Regência de Karanganyar               | 800,28 \|   | 813 196 \|       | 1 016,1              |
| Regência de Wonogiri                  | 1 822,37 \| | 928 904 \|       | 509,7                |
| Grande Suracarta (Subosukawonosraten) | 5 750,49 \| | 5 984 519 \|     | 1 040,7              |

## Demografia
Um dos censos mais antigos realizados na Residência de Suracarta foi levado a cabo em 1885. Nessa altura, numa área de 5 677 km² havia 1 053 985 habitantes, dos quais 2 694 eram europeus e 7 543 indonésio-chineses. A área, 130 vezes maior do que a área atual da cidade, tinha uma densidade populacional de 185,7 hab./km². A capital da residência (aproximadamente a cidade de Solo) tinha 124 041 habitantes em 1880.
Segundo o censo de 2009, em Suracarta 46,4% (245 043) dos habitantes eram homens e 53,6% (283 159) eram mulheres; 27,7% (119 951) tinham menos de 15 anos, 71,2% (376 180) tinham entre 15 e 64 anos e 6,1% (32 071) tinham 65 ou mais anos. O número de fogos (residências) era 142 627 e o número médio de membros em cada fogo era 3,7. O crescimento da população nos dez anos anteriores foi de cerca de 0,565% por ano.
A população ativa na cidade em 2009 era 275 546 (52,2% da população total), dos quais 246 768 (89,6%) tinham trabalho e 28 778 (10,4%) estavam desempregados. Havia 148 254 (20,1% da população total) de pessoas com 15 anos ou mais que não faziam parte da população ativa. Com base nos números do emprego, o emprego mais comum em Suracarta era assalariado por conta de outrem (112 336), seguido de autoemprego (56 112), autoempregado com trabalho suplementar temporário por conta de outrém (32 769), trabalhador sem salário (20 193), autoempregado com trabalho suplementar permanente (14 880), trabalhador por conta própria em atividade não agrícola (10 241) e trabalhador por conta própria em atividade agrícola (237).
Em 2009, a maior parte dos habitantes trabalhava no setor do comércio (106 426), serviços (59 780), indústria (42 065), comunicações (16 815), construção (9 217), setor financeiro (9 157) ou agricultura (2 608). Os setores de mineração, eletricidade, gás e água empregavam 700 pessoas.
O número de horas semanais de trabalho era 47,04 (47,74 para os homens e 46,13 para as mulheres); 212 262 pessoas trabalhavam mais de 35 horas por semana 34 506 menos do que isso.

## Clima
Segundo a classificação de Köppen, o clima de Suracarta é do tipo tropical de monção, com longas estações das chuvas, de outubro até junho, e estações secas relativamente curtas, entre julho e setembro. A precipitação anual média é de 2 130 mm; os meses mais chuvosos são dezembro, janeiro e fevereiro. Como é comum em área com clima tropical de monção, a temperatura varia muito pouco ao longo do ano, sendo em média de 26,4 °C.
| Dados climatológicos para Surakarta | Dados climatológicos para Surakarta | Dados climatológicos para Surakarta | Dados climatológicos para Surakarta | Dados climatológicos para Surakarta | Dados climatológicos para Surakarta | Dados climatológicos para Surakarta | Dados climatológicos para Surakarta | Dados climatológicos para Surakarta | Dados climatológicos para Surakarta | Dados climatológicos para Surakarta | Dados climatológicos para Surakarta | Dados climatológicos para Surakarta | Dados climatológicos para Surakarta |
| Mês                                 | Jan                                 | Fev                                 | Mar                                 | Abr                                 | Mai                                 | Jun                                 | Jul                                 | Ago                                 | Set                                 | Out                                 | Nov                                 | Dez                                 | Ano                                 |
| ----------------------------------- | ----------------------------------- | ----------------------------------- | ----------------------------------- | ----------------------------------- | ----------------------------------- | ----------------------------------- | ----------------------------------- | ----------------------------------- | ----------------------------------- | ----------------------------------- | ----------------------------------- | ----------------------------------- | ----------------------------------- |
| Temperatura máxima recorde (°C)     | 31                                  | 32                                  | 32                                  | 33                                  | 32                                  | 32                                  | 32                                  | 32                                  | 34                                  | 35                                  | 35                                  | 32                                  | 35                                  |
| Temperatura máxima média (°C)       | 30,1                                | 30,2                                | 30,5                                | 31,4                                | 31,1                                | 31,1                                | 30,9                                | 31,6                                | 32,4                                | 32,9                                | 31,7                                | 30,9                                | 31,23                               |
| Temperatura média (°C)              | 26,2                                | 26,3                                | 26,4                                | 26,9                                | 26,5                                | 25,9                                | 25,4                                | 25,7                                | 26,6                                | 27,4                                | 26,9                                | 26,6                                | 26,4                                |
| Temperatura mínima média (°C)       | 22,3                                | 22,4                                | 22,6                                | 22,4                                | 21,9                                | 20,8                                | 20,0                                | 19,9                                | 20,9                                | 21,9                                | 22,2                                | 22,3                                | 21,61                               |
| Temperatura mínima recorde (°C)     | 20                                  | 20                                  | 18                                  | 20                                  | 18                                  | 16                                  | 17                                  | 16                                  | 17                                  | 18                                  | 20                                  | 20                                  | 16                                  |
| Precipitação (mm)                   | 324                                 | 318                                 | 306                                 | 214                                 | 145                                 | 86                                  | 52                                  | 42                                  | 51                                  | 120                                 | 212                                 | 260                                 | 2 130                               |
| Humidade relativa (%)               | 82                                  | 82                                  | 81                                  | 78                                  | 77                                  | 74                                  | 74                                  | 71                                  | 69                                  | 73                                  | 77                                  | 82                                  | 77                                  |
| Fonte: climate-data.org Weatherbase |                                     |                                     |                                     |                                     |                                     |                                     |                                     |                                     |                                     |                                     |                                     |                                     |                                     |

## Turismo
Uma das principais atrações turísticas de Suracarta é o Kraton Solo, o palácio do Susuhunan Pakubuwono, o rei de Suracarta, descendente dos monarcas de Mataram. O duque de Mangkunegaran também tem o seu palácio da cidade.
O mercado Pasar Gede também atrai muitos turistas devido principalmente a sua arquitetura única e à sua fama de ser o maior mercado tradicional na região de Suracarta. O mercado de Pasar Klewer é famoso pelos seus batiques de todas as qualidades e preços. O Pasar Triwindhu, situado perto do palácio Mangkunegaran, é especializado em antiguidades.
O parque Taman Sriwedari é um local de recreio popular entre os locais. Tem um parque infantil e quase todas as noites ali são realizados espetáculos de música dangdut e danças tradicionais javanesas wayang wong. Perto do parque situa-se o Museu Radyapustaka, um dos mais antigos da Indonésia, que tem uma coleção de artefactos culturais javaneses. As aldeias de Laweyan e Kampung Batik Kauman, situadas na parte sudoeste da área da cidade, são famosas pela produção de batiques de alta qualidade, uma atividade que também é realizada no centro da cidade.
Em 2009 foi lançado um serviço de comboio turístico com carruagens antigas e uma locomotiva a vapor, que liga as estações de Purwosari e de Sangkrah, ao longo de 5,6 km.